# Canggu
Canggu (ᬘᬂᬕᬸ in balinese) è un villaggio costiero situato sulla costa meridionale dell'isola di Bali in Indonesia. Posizionato a circa 10 chilometri a nord di Kuta, la località presenta un'atmosfera molto rilassata con ristoranti, eventi culturali ed attività sulla spiaggia. L'area di Canggu è tradizionalmente caratterizzata da risaie e boschi di cocco, sebbene i recenti progetti di sviluppo immobiliare stiano cambiando radicalmente il paesaggio con la costruzione di numerose ville private.

## Surf
Canggu è oggi una popolare meta dove praticare il surf, soprattutto quello longboard, una delle poche sull'isola. Sono tre le strisce allestite per i turisti, siano essi surfisti o non surfisti. Ad averla resa celebre tra i surfisti sono stati la presenza della filiale di Bali di Deus Ex Machina e i diversi concorsi di surf che si concentrano sul classico longboarding a pinna singola.